# Новий Поділ
Новий Поділ — село в Україні, в Ічнянській міській громаді Прилуцького району Чернігівської області. Населення становить 204 особи. До 2017 року орган місцевого самоврядування — Крупичпільська сільська рада.

## Географія
Село Новий Поділ знаходиться на лівому річки Остер, вище за течією на відстані 5,5 км на протилежному березі розташоване село Івангород. Уздовж русла річки проведено кілька іригаційних каналів.